# Уильямс, Джейлин (баскетболист, 2002)
Джейлин Уильямс (англ. Jaylin Williams; род. 29 июня 2002, Форт-Смит, Арканзас) — американский профессиональный баскетболист, выступающий за клуб НБА «Оклахома-Сити Тандер». Играет на позиции центрового и тяжёлого форварда.

## Профессиональная карьера

### Оклахома-Сити Тандер (2022–настоящее время)
Уильямс был выбран клубом «Оклахома-Сити Тандер» во втором раунде драфта НБА 2022 года под 34-м номером, став первым игроком вьетнамского происхождения в НБА. 19 июля 2022 года Уильямс подписал контракт с «Тандер».
В октябре 2024 года Уильямс получил растяжение правого подколенного сухожилия, из-за чего он пропустил старт сезона 2024/2025. Уильямс вернулся в состав 23 декабря. 7 марта Уильямс записал свой первый в карьере трипл-дабл с 10 очками, 11 подборами и 11 передачами в победе со счетом 107:89 над «Портленд Трейл Блэйзерс». 19 марта Уильямс записал свой второй в карьере трипл-дабл с 19 очками, 17 подборами и 11 передачами в победе со счетом 133:100 над «Филадельфией Севенти Сиксерс». Он также присоединился к Расселу Уэстбруку, Кевину Дюранту, Джошу Гидди и Шею Гилджесу-Александеру как единственным игрокам, записавшим на свой счет несколько трипл-даблов в истории франшизы «Тандер».

## Личная жизнь
Уильямс вырос в Форт-Смите, штат Арканзас. Его мать, Линда Уильямс, родилась в Сайгоне (ныне Хошимин), Вьетнам, и переехала в Соединенные Штаты в 1975 году после войны во Вьетнаме. Уильямс — первый игрок вьетнамского происхождения, игравший в НБА.

## Статистика

### Статистика в НБА
| Сезон                                                                                    | Команда       | Регулярный сезон | Регулярный сезон | Регулярный сезон | Регулярный сезон | Регулярный сезон | Регулярный сезон | Регулярный сезон | Регулярный сезон | Регулярный сезон | Регулярный сезон | Регулярный сезон | Серия плей-офф | Серия плей-офф | Серия плей-офф | Серия плей-офф | Серия плей-офф | Серия плей-офф | Серия плей-офф | Серия плей-офф | Серия плей-офф | Серия плей-офф | Серия плей-офф |
| Сезон                                                                                    | Команда       | GP               | GS               | MPG              | FG%              | 3P%              | FT%              | RPG              | APG              | SPG              | BPG              | PPG              | GP             | GS             | MPG            | FG%            | 3P%            | FT%            | RPG            | APG            | SPG            | BPG            | PPG            |
| ---------------------------------------------------------------------------------------- | ------------- | ---------------- | ---------------- | ---------------- | ---------------- | ---------------- | ---------------- | ---------------- | ---------------- | ---------------- | ---------------- | ---------------- | -------------- | -------------- | -------------- | -------------- | -------------- | -------------- | -------------- | -------------- | -------------- | -------------- | -------------- |
| 2022/23                                                                                  | Оклахома-Сити | 49               | 36               | 18,7             | 43,6             | 40,7             | 70,4             | 4,9              | 1,6              | 0,6              | 0,2              | 5,9              | Не участвовал  | Не участвовал  | Не участвовал  | Не участвовал  | Не участвовал  | Не участвовал  | Не участвовал  | Не участвовал  | Не участвовал  | Не участвовал  | Не участвовал  |
| 2023/24                                                                                  | Оклахома-Сити | 69               | 1                | 13,0             | 41,7             | 36,8             | 80,5             | 3,4              | 1,6              | 0,4              | 0,4              | 4,0              | 10             | 0              | 12,7           | 48,5           | 40,9           | 75,0           | 3,2            | 1,5            | 0,4            | 0,3            | 4,4            |
|                                                                                          | Всего         | 118              | 37               | 15,4             | 42,6             | 38,5             | 74,7             | 4,0              | 1,6              | 0,5              | 0,3              | 4,8              | 10             | 0              | 12,7           | 48,5           | 40,9           | 75,0           | 3,2            | 1,5            | 0,4            | 0,3            | 4,4            |
| Наведите курсор мыши на аббревиатуры в заголовке таблицы, чтобы прочесть их расшифровку. |               |                  |                  |                  |                  |                  |                  |                  |                  |                  |                  |                  |                |                |                |                |                |                |                |                |                |                |                |

### Статистика в Джи-Лиге
| Сезон                                                                                    | Команда           | Регулярный сезон | Регулярный сезон | Регулярный сезон | Регулярный сезон | Регулярный сезон | Регулярный сезон | Регулярный сезон | Регулярный сезон | Регулярный сезон | Регулярный сезон | Регулярный сезон | Серия плей-офф | Серия плей-офф | Серия плей-офф | Серия плей-офф | Серия плей-офф | Серия плей-офф | Серия плей-офф | Серия плей-офф | Серия плей-офф | Серия плей-офф | Серия плей-офф |
| Сезон                                                                                    | Команда           | GP               | GS               | MPG              | FG%              | 3P%              | FT%              | RPG              | APG              | SPG              | BPG              | PPG              | GP             | GS             | MPG            | FG%            | 3P%            | FT%            | RPG            | APG            | SPG            | BPG            | PPG            |
| ---------------------------------------------------------------------------------------- | ----------------- | ---------------- | ---------------- | ---------------- | ---------------- | ---------------- | ---------------- | ---------------- | ---------------- | ---------------- | ---------------- | ---------------- | -------------- | -------------- | -------------- | -------------- | -------------- | -------------- | -------------- | -------------- | -------------- | -------------- | -------------- |
| 2022/23                                                                                  | Оклахома-Сити Блю | 12               | 12               | 30,7             | 62,7             | 36,0             | 72,7             | 8,8              | 5,8              | 1,5              | 0,3              | 14,7             | Не участвовал  | Не участвовал  | Не участвовал  | Не участвовал  | Не участвовал  | Не участвовал  | Не участвовал  | Не участвовал  | Не участвовал  | Не участвовал  | Не участвовал  |
|                                                                                          | Всего             | 12               | 12               | 30,7             | 62,7             | 36,0             | 72,7             | 8,8              | 5,8              | 1,5              | 0,3              | 14,7             | Не участвовал  | Не участвовал  | Не участвовал  | Не участвовал  | Не участвовал  | Не участвовал  | Не участвовал  | Не участвовал  | Не участвовал  | Не участвовал  | Не участвовал  |
| Наведите курсор мыши на аббревиатуры в заголовке таблицы, чтобы прочесть их расшифровку. |                   |                  |                  |                  |                  |                  |                  |                  |                  |                  |                  |                  |                |                |                |                |                |                |                |                |                |                |                |

### Статистика в NCAA
| Сезон | Команда  | Conf  | Class | GP | GS | MPG  | FG%  | 3P%  | FT%  | RPG | APG | SPG | BPG | PPG  |
| --- | -------- | ----- | ----- | -- | -- | ---- | ---- | ---- | ---- | --- | --- | --- | --- | ---- |
| 2020/21 | Арканзас | SEC   | FR    | 26 | 5  | 15,9 | 47,8 | 30,4 | 74,2 | 4,7 | 0,8 | 0,5 | 0,7 | 3,7  |
| 2021/22 | Арканзас | SEC   | SO    | 37 | 35 | 31,6 | 46,1 | 23,9 | 72,9 | 9,8 | 2,6 | 1,3 | 1,1 | 10,9 |
| Всего | Всего    | Всего | Всего | 63 | 40 | 25,2 | 46,4 | 25,5 | 73,1 | 7,7 | 1,8 | 1,0 | 0,9 | 7,9  |
| Наведите курсор мыши на аббревиатуры в заголовке таблицы, чтобы прочесть их расшифровку Статистика приведена с сайта sports-reference.com |          |       |       |    |    |      |      |      |      |     |     |     |     |      |